# Citaat
Een citaat is een letterlijke uitspraak van een persoon of organisatie, die door iemand anders aangehaald wordt. Daarbij wordt de oorspronkelijke tekst helemaal letterlijk en woord voor woord weergegeven. Citeren verschilt van parafraseren  en van samenvatten, doordat bij deze laatste twee vormen in eigen woorden ideeën van anderen weergegeven worden. Bij parafraseren en samenvatten kan de oorspronkelijke idee van de auteur op een andere manier worden doorgegeven dan bij citeren.
Wanneer het gaat om een beschrijving in eigen woorden van wat de ander heeft geschreven of gezegd, kan deze andere persoon de tekst op een andere manier begrepen hebben dan oorspronkelijk bedoeld, wat vaak niet duidelijk wordt voor de lezer van een geparafraseerde of samengevatte tekst. In de communicatie wordt het parafraseren en samenvatten ook gebruikt om een bericht bewust een eigen draai te geven, of de ander in een positief of negatief daglicht te stellen. Maar ook een letterlijk citaat kan in een andere context worden geplaatst en daardoor een andere betekenis krijgen.

## Vormgeving in de taal
Een citaat is een nauwkeurige aanhaling en dat betekent dat ook de eventuele (zet)fouten meegeciteerd worden. Een oude schrijfwijze wordt evenmin aangepast naar de moderne versie (waar bijvoorbeeld geschreven wordt over "gewenscht", wordt dat niet veranderd in "gewenst"). Eventueel kan aan het citaat de vermelding sic (Latijn voor 'zo' of 'aldus') worden toegevoegd om aan te geven dat de fout in de brontekst staat en niet van de aanhaler zelf is, bijvoorbeeld: volgens Oversteegen is het thema van de roman 'de onkenbaaheid (sic) van de werkelijkheid'.
Bij citaten van zinsdelen dient de eigen tekst zo te worden geschreven dat het citaat er naadloos in opgenomen is. Wanneer dat niet helemaal lukt zonder bijvoorbeeld een werkwoord uit het citaat te verplaatsen of in een andere tijd te zetten, dan dient deze bewerking te worden gemarkeerd door het woord tussen vierkante haakjes te zetten, bijvoorbeeld: De verteller van de Max Havelaar was 'makelaar in koffie, en [woonde] op de Lauriergracht, No. 37.'
Wanneer er iets uit het geciteerde gedeelte niet wordt meegeciteerd, dient de weglating te worden gemarkeerd met een beletselteken: drie puntjes tussen ronde haakjes, bijvoorbeeld: de verteller van de Max Havelaar stelt zich voor met: 'Ik ben makelaar (...) en woon op de Lauriergracht, No. 37.'

## Problemen met citeren
Bij het veelvuldig citeren, moet er voor gewaakt worden dat het auteursrecht niet overtreden wordt. Er kan dan sprake zijn van plagiaat, al is plagiaat niet altijd gebaseerd op citeren. Onder andere de Nederlanders psycholoog René Diekstra en auteur Adriaan van Dis kwamen negatief in het nieuws nadat zij van plagiaat werden beschuldigd.
Een vermeend citaat van koningin Beatrix der Nederlanden is De leugen regeert. Deze uitspraak zou zij gedaan hebben op een bijeenkomst ter gelegenheid van het 40-jarig bestaan van het Nederlands Genootschap van Hoofdredacteuren. Het is echter niet zeker of zij deze uitspraak daadwerkelijk gedaan heeft, omdat er een verbod heerst op het citeren van het Nederlands staatshoofd. In maart 2004 stelde de politieke partij GroenLinks dat dit verbod moet worden afgeschaft. Het gaat dan bijvoorbeeld om het citeren van de koningin tijdens gesprekken met de pers tijdens staatsbezoeken. Meereizende journalisten mogen de antwoorden niet citeren, maar wel aan de vorstin toeschrijven. De journalist is dan verantwoordelijk voor de weergave.

## Citaatrecht
Het citaatrecht is een uitzondering op de bescherming die auteurs door auteursrecht wordt geboden. Het staat het citeren uit beschermde werken toe wanneer aan een aantal voorwaarden zoals bronvermelding wordt voldaan. Het citaatrecht is vergelijkbaar met, maar niet identiek aan, het Amerikaanse fair use-beginsel. Het citaatrecht is vrij beperkt, beperkter dan fair use in ieder geval.

## Citatenverzamelingen
Citaten met betrekking tot een bepaald thema, afkomstig van een bepaalde persoon e.d. worden soms gebundeld in boeken. Er zijn ook websites die zich specifiek toeleggen op het verzamelen van bekende citaten, zoals citaten.net in het Nederlands. Binnen de sites van Wikimedia is dit Wikiquote.

## Citeren buiten de taal
Behalve woorden kunnen ook andere uitingen citaat genoemd worden, bijvoorbeeld in de muziek, de schilderkunst of architectuur. Het nummer All You Need Is Love van The Beatles bijvoorbeeld, bevat twee citaten: het lied begint met het intro van de Franse nationale hymne de Marseillaise en in de fade-out aan het slot zingt John Lennon een regel uit de hit She Loves You van de groep. Ook een schilderij dat op een ander schilderij te zien is, kan als zodanig omschreven worden. Zo citeert August Jernberg De Nachtwacht op zijn schilderij dat de bezoekers voor De Nachtwacht in het Trippenhuis voorstelt. Bij de vormgeving van een gebouw kunnen oudere ontwerpen, of de stijl van gebouwen in de directe omgeving zijn verwerkt. Filmshots kunnen een citaat uit een andere film zijn, in welk geval het citaat de functie van een allusie heeft.